# Bernardus IJzerdraat
Bernardus (Bernard) IJzerdraat (Haarlem, 13 oktober 1891 – Waalsdorpervlakte (Den Haag), 13 maart 1941) was een Nederlandse verzetsstrijder tijdens de Tweede Wereldoorlog.

## Leven
IJzerdraat was een zoon van de tekenaar en lithograaf Willem Bernardus IJzerdraat (1835-1907) en Anna Margaretha Helena Buckmann (1850-1917). Hij was van beroep gobelinrestaurator. Hij was leraar handenarbeid en schrijven geweest aan de gemeentelijke kweekschool in Rotterdam en richtte daarna een eigen kunstweefschool op in Laren (Noord-Holland). Door de crisis in de jaren 30 moest deze school sluiten. IJzerdraat ging als adviseur werken bij de Deventer tapijtfabriek van Maurits Prins in Dinxperlo.
Hij sloot zich in 1936 aan bij de beweging Eenheid door Democratie, die zich zowel tegen fascisme en nationaalsocialisme als tegen het communisme verzette. Zij waarschuwden vanaf het begin voor de pro-Duitse propaganda van de NSB.
Bij het uitbreken van de Tweede Wereldoorlog in 1939 keerde IJzerdraat terug naar Rotterdam; hij werd leraar aan enkele scholen in Schiedam en Vlaardingen. Het bombardement op Rotterdam op 14 mei 1940 en de capitulatie de dag erna maakten een enorme indruk op hem en waren voor hem het signaal om op te roepen tot verzet. Hij organiseerde een van de eerste verzetsgroepen in de Tweede Wereldoorlog in Nederland, "De Geuzen" in Rotterdam. Op 18 mei 1940 verscheen zijn eerste verzetsoproep in hun krant, het Geuzenbericht. Onder meer Arij Kop sloot zich bij hen aan. De historicus Loe de Jong, in zijn standaardwerk over het Koninkrijk der Nederlanden in de Tweede Wereldoorlog, ruimt voor IJzerdraat een bijzondere plaats in: "Van de eerste illegalen was Bernard IJzerdraat de allereerste."

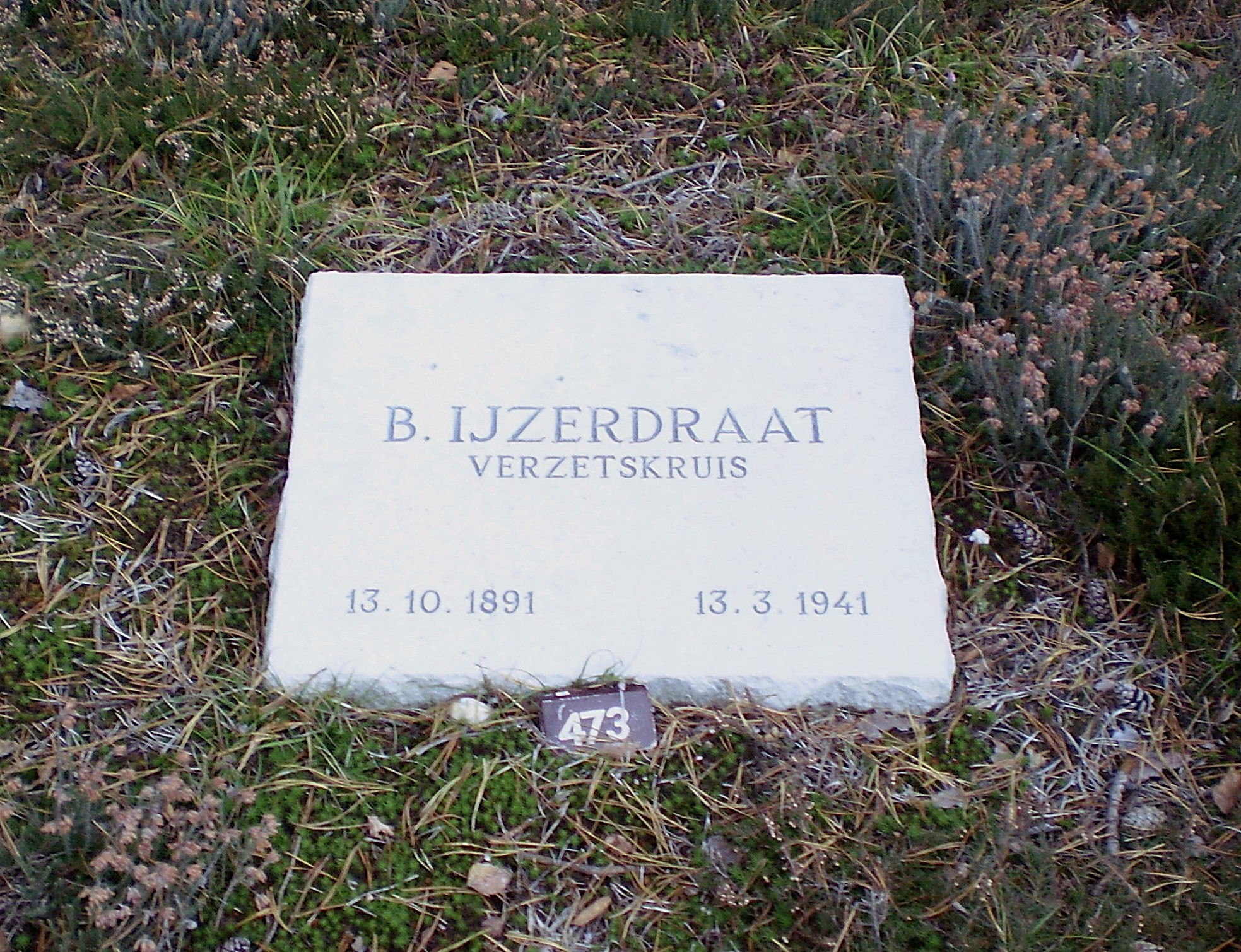
Grafsteen Bernardus IJzerdraat op Ereveld Loenen

Nadat hij verraden was, werd IJzerdraat op 25 november 1940 opgepakt in Haarlem, waar hij enkele maanden eerder als tapijtrestaurator in het Frans Hals Museum aan de slag was gegaan. De Duitse SD vond bij hem thuis een lijst met daarop alle namen en adressen van de overige leden van de verzetsgroep. Achttien leden werden opgepakt en in het zogenaamde Geuzenproces veroordeeld. Drie waren er minderjarig en zij ontliepen hierdoor de doodstraf. Hun plaats werd ingenomen door drie communistische Februaristakers. IJzerdraat en de 17 anderen werden op 13 maart 1941 gefusilleerd op de Waalsdorpervlakte bij Scheveningen. De schrijver Jan Campert maakte een gedicht over de laatste dagen van deze 18 doodgeschoten verzetsstrijders en stakers, getiteld Het lied der achttien dooden.
IJzerdraats graf bevindt zich op Ereveld Loenen.

## Onderscheidingen
Postuum ontving IJzerdraat in 1955, als laatste van de gedecoreerden, het Verzetskruis. Dit werd aan zijn weduwe uitgereikt. Zijn naam staat vermeld op de Erelijst van Gevallenen 1940-1945. In 1991 werd hem postuum de Geuzenpenning toegekend.

## Trivia
- In Vlaardingen, Oss en Dinxperlo is er een Bernard IJzerdraatstraat naar hem vernoemd, in Schiedam  draagt een singel zijn naam.

- Digitale Bibliotheek voor de Nederlandse Letteren: ijze007
- International Standard Name Identifier: 0000 0004 5909 2376
- Nederlandse Thesaurus van Auteursnamen: 404404251
- Virtual International Authority File: 6422147270565835700000

H.J. van Aalderen
· P. van As
· M. Assies
· J.J. Barendsen
· J.A. Beekman
· H.D.J. Beernink
· L.R. Beijnen
· C.J. van den Berg-van der Vlis
· L.A. Bleys
· G. de Boer
· A.A. Bontekoe
· E.J. Bosch ridder van Rosenthal
· D.A. van den Bosch
· I.J. van den Bosch
· J.H. Bosch
· J.C.J. baron Brantsen
· A.L. Charroin
· F.G.M. Conijn
· M. Crans
· R.J. Dam
· F. Datema
· K.H. Derkzen van Angeren
· H. Dienske
· J.L.G. Doornik
· V. Dreyfus
· N. Dupont
· F. Duwaer
· S. Esmeijer
· G.H. Gelder
· J. Gelderman
· W.J. Gertenbach
· E.A. Giran
· O. Giran
· C.H. de Groot
· P.G.S. Guermonprez
· A. Hahn
· W. van Hall
· J.C.H.F. van Hanxleden Houwert
· Th.W.L. baron van Heemstra
· J.J. Hendrikx
· J.L. Hesselberg
· W.J. Heukels
· I. van der Horst
· J. ter Horst
· H.P. Hos
· J.F.H.M. baron van Hövell van Wezeveld en Westerflier
· B. IJzerdraat
· L. Jansen
· A. Kalter
· G.W. Kastein
· A. Keuter
· T.J. Kroeze
· D.M.R.H. Kroon
· H.Th. Kuipers-Rietberg
· A. Meerwaldt
· J.A.A. Mekel
· J.D. van Melle
· D.C.B. Mesritz
· M.-L.C. Meunier
· J.J. Mohr
· J.L. Moonen
· A.C. Nagtegaal
· F. Nieuwenhuijsen
· B. Oosthoek
· J. Oranje
· T. Pannekoek
· J. Post
· A.J. Rozeman
· V.H. Rutgers
· F.R. Ruys
· W. Santema
· J.J. Schaft
· Jhr. J. Schimmelpenninck
· R.L.A. Schoemaker
· G. Schoonman
· W.P. Speelman
· M. van der Stoep
· B.M. Telders
· A.O.H. Tellegen
· O.R. Thomsen
· G. Tieman
· T.W. de Tourton Bruijns
· L.M. Valstar
· G.J. van der Veen
· D. Verloop
· M.A.E. Verspyck
· P.M.R. Versteegh
· C. Vlot
· G. Weidner
· J.H. Westerveld
· H.B. Wiardi Beckman
· J.W. Wildschut
· J.R.E. Wüthrich
· L. Zwanenburg
· Onbekende Joodse soldaat